# Патрикеевы (князья)
Патрике́евы — известный в XV—XVI веках княжеский род, самый старший из Гедиминовичей. Ведёт своё начало от Патрикея, князя Корецкого, Хотимского, Стародубского (от Ольгерда), Карачаевского, Волынского и Звенигородского; одного из сыновей литовского князя Наримунта и внука Гедимина. Виднейшим представителем рода был вождь нестяжателей, Вассиан Патрикеев (Косой). Князья Патрикеевы положили начало княжеским родам Хованских, Булгаковых, Голицыных, Щенятевых, Куракиных.

## Представители рода
- Патрикей Наримунтович — внук Гедимина, князь новгородский
  - Фёдор Патрикеевич (ум. 1426) — князь псковский, от него произошли князья Хованские
  - Александр Патрикеевич (ум. 1402) — князь Стародубский и Корецкий, родоначальник князей Корецких
  - Юрий Патрикеевич (ум. после 1439) — московский боярин, женат на Анне, дочери великого князя московского Дмитрия Донского
    - Патрикеев Иван Юрьевич Гвоздь (ум. 1499) — главный московский воевода и боярин
      - Михаил Иванович Колышка (ум. 1495) — воевода.
      - Василий Иванович Косой (ум. ок. 1531) — воевода и боярин, в 1499 году пострижен в монахи.
      -  Иван Иванович Мунында (ум. после 1499) — в 1499 году пострижен в монахи.

    - Патрикеев Василий Юрьевич
      - Иван Васильевич Булгак (ум. 1498) — боярин и воевода, родоначальник князей Булгаковых (Голицыных и Куракиных)
      - Даниил Васильевич Щеня (ум. 1519) — боярин и воевода, родоначальник князей Щенятевых